# Iucșa (Neamț)
Iucșa es una localidad rumana de la comuna de Bozieni, en el condado de Neamț.

## Historia
Hacia comienzos del siglo XX la localidad, que ya por entonces pertenecía a la comuna de Bozieni, en el antiguo condado de Roman, tenía contabilizada una población de 256 habitantes.
En la segunda mitad del siglo XX la localidad había pasado a formar parte del condado de Neamț. En el censo de 2021 tenía una población de 570 habitantes.